# Adam Moraczewski
Adam Moraczewski (ur. 27 marca 1907 w Winnikach k. Lwowa,  zm. 31 października 1941) – polski historyk, archiwista.

## Życiorys
Był synem Jędrzeja Moraczewskiego, działacza politycznego i publicysty, i Zofii z Gostkowskich, nauczycielki i działaczki niepodległościowej. W 1926 r. zdał maturę w Gimnazjum im. Władysława IV w Warszawie, następnie ukończył studia na Wydziale Humanistycznym Uniwersytetu Warszawskiego i na podstawie pracy „Formowanie dwóch pułków przez m.st. Warszawę w 1831 r. uzyskał tytuł magistra. Tytuł doktora otrzymał w 1934 r. za rozprawę pt. „Samorząd Warszawy w dobie powstania listopadowego” (wyd. 1934). 
W 1928 r. rozpoczął pracę w Archiwum Oświecenia Publicznego, gdzie opracowywał liczne zespoły archiwalne, porządkował także, z Wincentym Łopacińskim  Archiwum Potockich w Jabłonnie oraz wiele innych. Był doradcą Wydziału Archiwów Państwowych, prowadził kursy archiwalne, autor publikacji z zakresu archiwistyki. Publikował artykuły w Archeionie, współpracował także z Polskim Słownikiem Biograficznym, opracował i wydał popularną w latach 30. XX w. historię Warszawy.
Był aktywny w towarzystwach naukowych.
Uczestniczył w ampanii wrześniowej 1939 r., następnie z ramienia Związku Walki Zbrojnej utrzymywał kontakt  z polskimi placówkami na Węgrzech. W trakcie trzeciej wyprawy na Węgry został aresztowany, poddany śledztwu i wysłany z jedną z pierwszych grup więźniów do obozu w Oświęcimiu, gdzie zmarł z wycieńczenia 31 października 1941 r. 
Został odznaczony Krzyżem Walecznych.

## Życie prywatne
Był żonaty z Anielą Łapińską, miał dwie córki, Hannę i Krystynę.